# Gancedo
Gancedo es una localidad argentina ubicada en extremo sudoeste de la provincia del Chaco, en el departamento Doce de Octubre, a 342 km de la capital provincial Resistencia y a 200 km de Presidencia Roque Sáenz Peña.

## Historia
El área estaba poblada por los pueblos originarios de los qomlek y Wichís.

## Origen del nombre
El nombre de este municipio es un homenaje al ingeniero Alejandro Gancedo, gobernador del Territorio Nacional del Chaco entre 1914 y 1917, en una gestión con grandes logros.    

## Geografía
Gancedo se encuentra en el departamento 12 de Octubre en el sudoeste de la provincia del Chaco.
Gancedo se encuentra dentro de la zona subtropical con estación. En el cual las precipitaciones de concentran mucho en el verano y dicha estación seca con escasas lluvias se da en el período invernal.
La temperatura media anual es alrededor de 20 °C.
Las precipitaciones en promedio anual son alrededor de 950mm.

## Población
Cuenta con 4,284 habitantes (Indec, 2010), lo que representa un incremento del 32% frente a los 3,253 habitantes (Indec, 2001) del censo anterior.
| Gráfica de evolución demográfica de Gancedo entre 1991 y 2010 |
|                                                               |
| Fuente: Censos nacionales del INDEC                           |

## Vías de comunicación
La principal vía de comunicación es la Ruta Nacional 89 (asfaltada), que la comunica al sudoeste con Quimilí y al nordeste con General Capdevila y Charata. La ruta provincial 100 (de tierra) que corre paralela al límite con la provincia de Santiago del Estero se halla a 5 km, y la vincula al norte con Tres Estacas y Las Piedritas, y al sur con Tres Mojones y la provincia de Santa Fe.